# 李从庆
李从庆（?—?），祖籍隴西郡成紀县（今甘肅省天水市），五代十国时南唐元宗李璟之子。
《江表志》、马令还有陆游《南唐书》都作李从庆。《十国春秋》作李从度。李从庆长大后过继给楚定王李景迁。后主李煜封他为昭平郡公（《江表志》作邵平郡公）。随李煜北上开封府后，历任左监门卫大将军，神武左厢都指挥使。